# 이흥문
이흥문(李興門, 1555년 ~ ?)은 조선 중기의 학자, 의병장으로 임진왜란 당시 의병장 만취당 김개국 휘하의 부장으로 활동하였다. 자(字)는 선응(善應), 자실(自實), 호는 수북(水北), 농서(隴西)이다. 삼송당 남몽오(三松堂 南夢鰲)의 문인이다. 경상북도 영천(榮川) 출신.
도촌 이수형의 증손으로, 할아버지는 선공감 감역 이성근이고, 아버지는 어모장군 권관과 호군을 지낸 이공(李拱)이다. 아버지 이공의 행적은 알려져 있지 않으나, 순흥지 재향지 음사 편에는 음사(蔭仕)로 출사하여 호군에 이르렀다 한다. 그의 자와 호는 실전되었다가, 2000년대 사마방목이 에드워드 와그너에 의해 번역, 국역화되면서 알려졌다. 자 자실이라는 자는 안정구의 순흥지 재향지의 생원 진사편에 등재되어 있다. 또한 농서(隴西)라는 별호도 있었는데 동암 권성오의 문집에 기록되었다. 삼송당 남몽오(三松堂 南夢鰲)의 문하에서 수학하였다.
교류하던 친구로는 도은 권호신이 있었다. 권호신의 아들 동암 권성오에 의하면 '선친과 매우 정의가 돈독하였으며, 우리 집에 술이 있다는 말을 들으면 찾아와 술을 마셨는데 반드시 취하였다' 한다. 권성오는 그가 '젊어서 풍류와 기개가 있었고, 만년에는 시와 술로 스스로 즐겼다'고 하였다.
1588년(선조 21년) 무자(戊子) 식년시(式年試) 생원시에 3등(三等) 60위로 입격하여 생원이 되었다. 1592년(선조 25년) 김개국(金蓋國)이 영주군 지역에서 의병을 창의, 안집사(安集使)에 김륵이 임명되고, 이흥문은 부장(部長)으로 임명되어 가병과 지역 청년들을 이끌고 영주, 풍기로 올라오는 일본군과 교전하였다. 그 외에도 그의 7촌 조카인 이여빈, 삼종손 이성백(李成栢) 등이 김개국 휘하의 의병으로 참전했다.
이후 그는 임진왜란 기간 중 순흥 등지에서 의병장(義兵將)으로 활동하였다. 친척 이여빈의 용사록에 의하면 그는 영천지역 의병대장 성균관권지(成均權知) 김개국(金蓋國)의 휘하에서 활약하며 독로토(漉謝免)에서 교전했다 한다. 임진왜란 종전 이후의 행적은 미상이다.

## 같이 보기
- 도촌 이수형
- 김개국
- 이효린
- 이여빈

## 참고 문헌
- 순흥지
- 사마방목 이흥문 편
- 만취당 관동일록(關東日錄)
- 도은선생문집
- 동암집
- 용사록